# Tucano (volk)

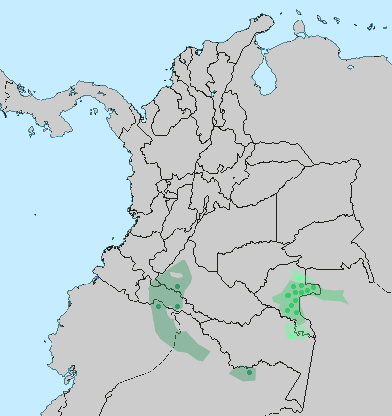
Verspreidings van Tucano-sprekers

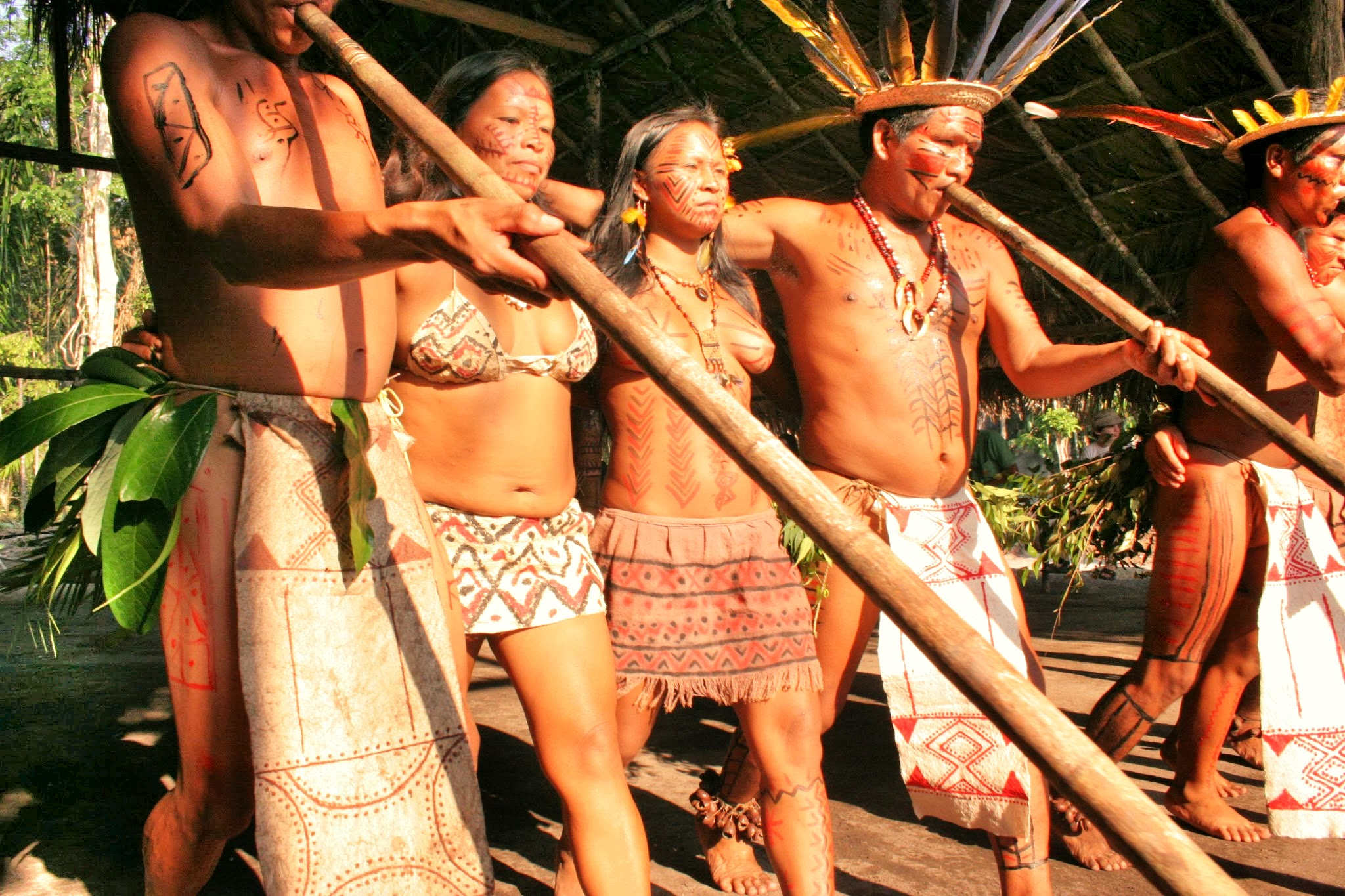
Welkomstdans

De Tucano (soms Tukano) zijn een groep Zuid-Amerikaanse indianen inheems in het noordwesten van het Amazonegebied, langs de rivier Vaupés en het omliggende land. Zij wonen vooral in Colombia, maar ook in Brazilië. Ze worden meestal beschreven als een groep die uit verschillende stammen bestaat, maar dat is een te simpele weergave van de sociale en taalkundige structuur van het gebied.
- Biblioteca Nacional de España: XX540245
- Library of Congress Control Number: sh85138470
- Nationale Bibliotheek van Israël: 987007553517105171
- Système universitaire de documentation: 027305953